# Jim Anderton

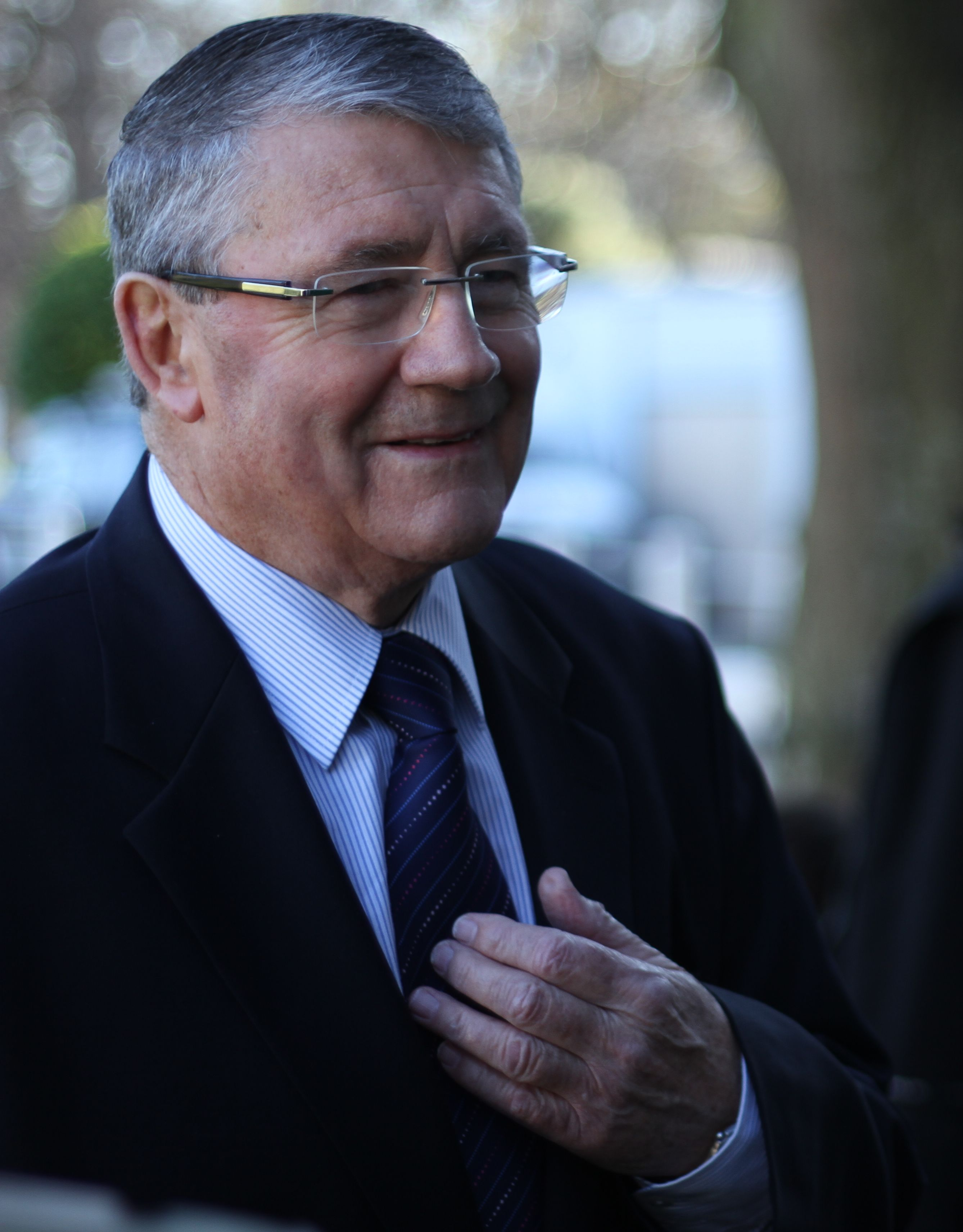
Jim Anderton (2010)

James Patrick Anderton, allgemein bekannt als Jim Anderton CNZM (* 21. Januar 1938 in Auckland; † 7. Januar 2018 in Christchurch), war ein neuseeländischer Politiker. Er war stellvertretender Premierminister unter der Labour Regierung von Helen Clark, Gründer von drei Parteien und zuletzt Parteivorsitzender der Jim Anderton’s Progressive, die exakt auf ihn zugeschnitten war.

## Leben und Wirken

### Ausbildung, Beruf und Familie
James Patrick Anderton wurde am 21. Januar 1938 in Auckland geboren. Er besuchte das Seddon Memorial Technical College, sowie anschließend das Auckland Teacher’s College, an dem er seinen Abschluss als Lehrer absolvierte. Er arbeitete zwei Jahre in seinem Beruf, bevor er verantwortlich für die Kinderfürsorge an das Education Department in Wanganui wechselte. Anderton ist verheiratet und hat vier Kinder, drei Söhne und eine Tochter.
Einen ersten Kontakt zu politischen Ämtern bekam Anderton, als er zwei Jahre nach Eintritt in die Labour Party Councillor (Ratsmitglied) in der ehemaligen Stadt Manukau City wurde. Bis Anfang 1980 war er in unterschiedlichen Bereichen tätig.
- 1965–1968 – Councillor in Manukau City
- 1967–1969 – Sekretär des Catholic Diocesan Office in Auckland
- 1969–1970 – Export Manager in der Firma UEB Textiles
- 1971–1984 – Managing Director in der Anderton Holdings
- 1974–1977 – Councillor in Auckland City
- 1977–1980 – Mitglied der Auckland Regional Authority

### Politische Karriere
Seine politische Karriere begann 1963 mit dem Eintritt in die Labour Party, der er bis 1989 angehörte. Er arbeitete sich der Partei hinauf und wurde schließlich 1979 zum Präsidenten der Partei gewählt. Er hielt das Amt bis 1984. Zeitgleich und bis zu seinem Austritt aus der Partei im Jahr 1989 war er Mitglied im Labour Party Policy Council, einem Rat, der sich um den politischen Kurs der Partei kümmerte.
1984 gewann Anderton erstmals für Labour ein Direktmandat in Christchurch und hielt das Mandat, sowie seinen Sitz im House of Representatives über seinem Parteiaustritt vom 18. April 1989 hinaus, zuerst als Parteiunabhängiger, später in unterschiedlichen Parteien. Er verließ seine Partei aus Verärgerung über die markliberale Ausrichtung der Politik seiner Partei unter Premierminister David Lange und seinem Finanzminister Roger Douglas.
Am 2. Mai 1989 gründete Anderton mit weiteren Labour-Abtrünnigen eine neue Partei namens New Labour und wurde ihr Parteiführer. Zu den Parlamentswahlen im Jahr 1990 holte seine Partei mit 5,2 % einen Sitz. In der Hoffnung, zu den Parlamentswahlen 1993 mit einem Bündnis bessere Ergebnisse erzielen zu können, ging Anderton mit seiner New Labour Partei eine Allianz mit den damaligen Parteien Democrats, Green Party und Mana Motuhake ein. Anderton wurde auch hier der Parteiführer des Bündnisses, welches sinnig unter dem Namen Alliance antrat. Mit einer Unterbrechung von November 1994 bis Mai 1995 war Anderton bis zum Bruch der Verbindung im Juli 2002 politischer Führer der Alliance. Der Bruch kam zustande, als man Anderton und weiteren seiner Kollegen eine zu große Nähe zu Labour vorwarf.
2002 gründete er mit seinen Anhängern die New Zealand Progressive Party und in Koalitionen geübt, ging Anderton am 27. Juli 2002 über eine neu Parteienverbindung unter dem Namen Progressive Coalition eine Koalition mit der NZ Democratic Party ein. Die neue Parteienverbindung, die in eine Regierungskoalition mit Labour eintrat, hielt fast zwei Jahre lang und wurde von Anderton am 15. April 2004 aufgekündigt. Danach führte er die Koalition mit Labour über seine eigene Partei weiter, die er dann laut Parteisatzung nur noch Progressive Party oder in der Kurzform Progressive nannte.
Nach dem Verlust der Regierungsmacht für Labour im Jahre 2008 ging auch Anderton, der keine Lust verspürte mit der National Party über eine Regierungsbeteiligung bzw. Unterstützung nachzudenken, mit seinem Direktmandat in die Opposition. Den Namen Jim Anderton's Progressive gab er seiner Partei vor der Parlamentswahl im Jahr 2005 und schnitt damit die Partei unmissverständlich auf seine Person zu.

### Politische Ämter in der Landespolitik
- 1996–1999 – Parteisprecher der Aliance im Ressort Finanzen, Senioren und Renten und in Angelegenheiten des Treaty of Waitangi
- 1999–2002 – Stellvertretender Premierminister
- 1999–2002 – Minister für das Public Trust Office
- 1999–2005 – Minister für Industrie und regionale Entwicklung
- 1999–2005 – Minister für Wirtschaftliche Entwicklung
- 2001–2002 – Minister für Verbraucherangelegenheiten und für den Zoll
- 2002–2008 – Minister für Public Trust
- 2002–2008 – stellvertretender Minister für Gesundheit
- 2004–2008 – Minister für Forstwirtschaft
- 2005–2008 – Minister für Biosecurity (Angelegenheiten in Sachen biologische Sicherheit)
- 2005–2008 – Minister für Fischerei
- 2005–2008 – Minister für Landwirtschaft
- 2005–2008 – stellvertretender Minister für tertiäre Bildung
- 2008–2011 – In der Opposition Sprecher für den Bereich Landwirtschaft[3]

Anderton hielt am 4. Oktober 2011 im Parlament seine Abschiedsrede und trat für die Parlamentswahl am 26. November 2011 nicht mehr an. Seine Partei löste er im März 2012 auf. Er verstarb am 7. Januar 2018 im Alter von 79 Jahren in seiner Heimatstadt Christchurch.